# 霍華德鎮區 (阿肯色州康韋縣)
霍華德鎮區（英語：Howard Township）是位於美國阿肯色州康韋縣的一個行政鎮區。

## 地方資料
霍華德鎮區的面積為144.64平方千米，當中陸地面積為140.14平方千米，而水域面積為4.50平方千米。根據2010年美國人口普查的數據，當地共有人口2024人，而人口密度為每平方千米13.99人。